# Bild Lilli
Bild Lilli foi uma boneca alemã produzida de 1955 a 1964, precursora da boneca mais famosa do mundo, a Barbie.
Em 1952 o jornal Bild publicou tiras de quadrinhos com uma personagem feminina de nome Lilli, criada pelo ilustrador Reinhard Beuthien para preencher as lacunas sem notícias do jornal. Estampada nas histórias de maneira pornográfica, ela costumava perseguir homens ricos em busca de dinheiro e sucesso.
Em 1955 a personagem foi transformada na boneca Bild Lilli pela O&M Hausser, que fabricou 130 mil exemplares. Vendida em bares e
tabacarias, Bild Lilli não era direcionada para as crianças. Era uma boneca erótica, que ficava sentada com as pernas abertas e servia tanto para ser colocada no painel do carro como um presente para as namoradas no lugar das flores.
Ruth Handler, filha de imigrantes poloneses nos Estados Unidos, começou a trabalhar cedo na drogaria de sua família. Casou-se com Elliot Handler, um amigo de escola e fundador da pequena empresa de molduras de madeira chamada Mattel. Na marcenaria, Elliot começou a produzir outras peças de madeira, como brinquedos, instrumentos musicais e até bonecos. Em 1956 o casal passava as férias com a família na Suíça quando Ruth, fazendo compras com sua filha adolescente, viu uma boneca que não conhecia, chamada Bild Lilli, que tinha aparência e proporções de mulher adulta.
A Barbie foi lançada em 9 de março de 1959 em Nova Iorque, vendendo mais de 350 mil unidades. Em 1964 a Mattel comprou os direitos de fabricação da boneca Bild Lilli.